# Oină

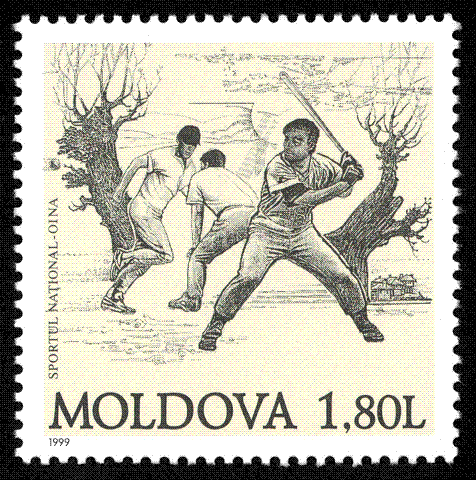
La oină representada en un sello postal de la República de Moldavia

La Oină  (u hoina ) es un deporte tradicional rumano . El juego oină se extendió por todo el país, teniendo una gran cantidad de nombres y variantes: en Banat se le llamó "lopta mică" o "pila", en Transilvania "de-a-lunga" o "lopta lungă", en la zona de Sibiu "fuga", en Muntenia y Moldavia "hoina" y luego oina, en Maramureș "ojerul" u "oirul", en Dobrogea "de-a lunga", en Bucovina "bătute-păscute" o "coroana", etc. . En algunas partes, las niñas también jugaban a oină, bajo el nombre de "oiniță". Es similar a los deportes típicos de otros países, como el Schlagball alemán, el pesäpallo finlandés, el juego de palma francés y el irlandés rounders.
El juego requiere cualidades deportivas complejas (buena velocidad de carrera, rapidez de reflejos en los movimientos de defensa ante los golpes de la pelota, precisión en el lanzamiento y en el golpeo de la pelota con el bate o la raqueta).

## Historia
El juego de oină se practica de forma continua desde al menos el siglo XIV según las crónicas de la época, siendo mencionado por primera vez en un documento de 1364, durante el reinado de Vlaicu Vodă .
Otro testimonio documental aparece en 1596, cuando el cosmógrafo italiano Gian Lorenzo d'Anania menciona el juego de oină en la obra Universal World System en el capítulo que describe la Alta Valaquia .
También se pueden encontrar referencias a la oină en la obra Dietética de Stefan Matyus de 1762 impresa en Cluj. Luego el sacerdote Nicolae Stoica de Hațeg, quien en 1763 relata los años que pasó en Timișoara, donde jugó con los niños en el patio de la iglesia a "lopta mică".
Quien trae transformaciones radicales al juego oină, dándole el carácter de juego deportivo, es Spiru Haret, considerado el padre de la oină. A través de la "Reforma Educativa" de 1898, así como a través de otras decisiones ministeriales, introdujo la práctica obligatoria de la oină en las escuelas de todos los grados. "La oină puede traer nueva vida a la escuela rumana, siendo un medio admirable de educación física, el verdadero tipo de juego deportivo rumano ", dijo Spiru Haret.
El 9 de mayo de 1899 se celebró en Bucarest el primer campeonato nacional de oină, siendo el ganador el equipo del instituto Nicolae Bălcescu de Brăila .
En la Gaceta Oficial nro. 49 del 3 de junio de 1912, se publican las reglas completas del juego, reconociendo así oficialmente el juego de oină.
A principios de diciembre de 1912, en Bucarest, se fundó la "Federación de Sociedades Deportivas de Rumania" (FSSR por sus siglas en rumano), que también incluía la "Comisión de Oină".
La Federación Rumana de Oină se funda en junio de 1932.
Después de la Segunda Guerra Mundial, la oină recuperó su popularidad, organizando una serie de competiciones y copas locales y nacionales: Copa de las Esperanzas, Copa de las Regiones, Copa de Rumania, Campeonato Nacional de seniors y juniors, Copa de las Ciudades, Copa de los Pueblos, Copa de los Liceos Agroindustriales, Campeonato Universitario, Dinamoviada, Spartachiada, Copa Federación, Campeonato Escolar y otros.
El 29 de junio de 1949 se constituye la “Comisión Central de Oină”, que sienta las bases para la formación en las escuelas de entrenadores, árbitros e instructores, y se modifican las reglas del juego. Durante este período la oină conoce un camino ascendente haciéndose muy popular en todo el país.
A partir de 1990 la oină experimentó un gran retroceso, que casi lleva a la desaparición del juego.
En los últimos años, la Federación Rumana de Oină ha iniciado una amplia acción para revivir este deporte. Se reactivaron gran parte de los centros tradicionales y se incorporaron nuevas localidades, por lo que actualmente la oină se practica en más de 30 comarcas.

## Terreno de juego

Terreno de juego de la oină

El terreno se divide en tres áreas principales:
- el área de juego (zona în joc), de 70 x 32 metros.
- el área de bateo (zona de bătaie), de 5 metros de largo y separada del área de juego por la línea de bateo.
- el área de fondo (zona din fund), de 5 metros de largo donde los jugadores están seguros durante la carrera y separada del área de juego por la línea de fondo.

Un jugador del equipo bateador deberá recorrer las siguientes líneas en orden:
- línea de salida (a la izquierda de la línea de bateo)
- línea de meta (a la izquierda de la línea de fondo)
- línea de retorno (a la derecha de la línea fondo)
- línea de escape (a la derecha de la línea de bateo)

El área de juego también se divide en los cuadrados y triángulos de avance y retorno. En la intersección de las líneas dentro del área de juego hay círculos de 2 metros que determinan las posiciones de los centrocampistas (mijlocașilor) y laterales (mărginașilor). Los dos semicírculos se utilizan para sacar y batear la pelota. También hay una línea de espera para los jugadores que esperan su turno.

## Jugadores
Hay dos equipos de 11 jugadores, uno batea (la bătaie) y otro recibe (la prindere). Los roles de los equipos cambian en el descanso.
Los jugadores del equipo receptor se colocan en las siguientes posiciones:
- 3 centrocampistas (mijlocași)
- 3 laterales de avance (mărginași de ducere)
- 3 laterales de retorno (mărginași de întoarcere)
- 1 defensa (fundaș) que es libre de moverse dentro del área de fondo
- 1 delantero (fruntaș) que es libre de moverse dentro del área de bateo

Los jugadores del equipo de que batea cambian de rol a medida que avanza el partido. Los roles están ordenados de la siguiente manera:
- espera
- servicio de la pelota
- golpeo de la pelota
- espera para hacer una carrera
- carrera por el pasillo de avance
- espera en la el área de fondo
- carrera por el pasillo de retorno

Cada equipo tiene un capitán (baci). El segundo centrocampista suele ser el capitán, ya que puede lanzar el balón a cualquier jugador contrario.
Ambos equipos tienen pueden tener cinco jugadores de reserva.

## Reglamento
La oină es un deporte que se juega al aire libre, en un campo rectangular, preferiblemente cubierto de césped, entre dos equipos de 11 jugadores cada uno.
El equipo que batea se elige mediante un ritual en el que el árbitro lanza el bate, y los capitanes deben cogerlo. Una vez lo tiene uno de ellos, se alternan para agarrar el bate por encima de la mano del contrario, y el ganador es el último que consigue tener por lo menos cuatro dedos en el bate.
El juego comienza cuando alguien del equipo que batea lanza la pelota al aire mientras que otro jugador del mismo equipo debe golpearla con un bate de madera y enviarla lo más lejos que pueda. Después de eso, si el equipo receptor atrapa la pelota, el jugador debe correr (con o sin otro compañero de equipo) por el pasillo de avance y luego por el pasillo de retorno tratando de no ser golpeado por el equipo receptor. Si detiene la pelota con la palma de la mano, no se considera "golpe". El jugador no puede atrapar la pelota y debe soltarla inmediatamente. Si el jugador es golpeado en el pasillo de avance, se ve obligado a ir al área de fondo. Si es golpeado en el pasillo de retorno, es eliminado del juego.
Cada vez que la bola bateada cae en uno de los cuadrados/triángulos, se otorga un punto al equipo que batea. Se otorgan dos puntos si la pelota cruza la línea de fondo y ningún punto si la pelota sale fuera de los límites del terreno de juego.
El equipo receptor recibe dos puntos cada vez que logra golpear a un jugador que corre por los pasillos.

## Anotación

### En el partido
El equipo que recibe anota dos puntos cada vez que consiguen golpear a un jugador con la pelota, salvo que la pelota sea desviada con la palma de la mano o el reverso de la palma.
El equipo que batea anota puntos por batear más allá de ciertas líneas:
- la pelota cruza la línea de 65m por el aire y no se sale de los límites laterales, independientemente de que el defensa la toque en el aire – 2 puntos
- la pelota cae en el área de fondo – 2 puntos
- la pelota es tocada por el defensa en el aire, y se sale por los límites laterales en el aire desde el área de fondo – 2 puntos
- la pelota se sale por los límites laterales en el aire dentro del área de fondo y sin que la toque el defensa – 1 punto
- la pelota cruza la línea de 60 metros en el aire y la atrapa el defensa – 1 punto
- la pelota cruza la línea de tres cuartos en el aire y cae en el área de tres cuartos – 1 punto
- la pelota se sale por los límites laterales desde el área de tres cuartos – 1 punto
- la pelota es desviada fuera de los límites laterales por la defensa desde el área de tres cuartos – 1 punto
- la pelota cae en el área de tres cuartos de la línea de fondo – 1 point
- la pelota es desviada del área de tres cuartos delante de la línea de tres cuartos por la defensa y no es cogida en el aire – 1 point

### Competición
El equipo ganador consigue 3 puntos, mientras que un empate da dos puntos a cada equipo, y una derrota otorga 1 punto. Si un equipo se retira o es eliminado no recibe ningún punto y se da el partido por perdido con un resultado de 0–9. Quedarse sin sustitutos debido a las lesiones hará que el partido se pierda por 0–6 y se otorgará un punto. Si esta situación se produce por la eliminación de algún jugador, se considerará al equipo como eliminado.

## Equipamiento

### El bate
El bate es utilizado por los jugadores del equipo que batea cuando golpean la pelota durante el partido y por los capitanes de los equipos, cuando eligen el campo.
El bate debe estar hecho de madera dura (haya, fresno, etc.)
Tiene forma de tronco cónico, de 90-100 cm de largo, con un diámetro de 5 cm en un extremo y 3,5 cm en el otro extremo.
Para los niños, el palo tiene una longitud de 75-80 cm, con un diámetro de 4 cm en un extremo y 2,5 cm en el otro extremo.
El bate debe ser circular en toda su longitud. El mango del bate debe estar provisto de ranuras anulares de 2 mm de ancho y profundidad, separadas 2 cm entre sí, a lo largo de unos 20 cm, para que no se resbale de la mano al golpear la pelota.
Para asegurar un mejor agarre, se puede envolver una banda elástica alrededor del mango del bate, a lo largo de la misma longitud. El bate puede estar provisto de un tapón, que es parte de la longitud del bate.

### La pelota
La bola de oină es esférica, con un diámetro de aproximadamente 8 cm, una circunferencia de aproximadamente 25 cm y un peso de aproximadamente 140 gramos.
Es de cuero y se rellena con pelo de caballo, vaca o cerdo, en ningún caso con serrín, trapos, piedras, arena.
Para partidos de niños, se usan pelotas con un diámetro de aproximadamente 7 cm, una circunferencia de aproximadamente 22 cm, y un peso de aproximadamente 100 gramos.
La pelota debe estar hecha de 8 piezas de cuero, cortadas en forma de triángulos equiláteros curvos y cosidos juntos con el mismo color.

## Equipos senior
1. Avântul Vorona
2. Frontiera Tomis - Constanța
3. Straja București
4. Victoria Unirea Dej
5. ENERGIA Râmnicelu
6. Juventus Olteni
7. Dinamic Coruia
8. Victoria Surdila Greci
9. Cronos Bârlad
10. Universitatea de Vest
11. Stejarul Parcovaci
12. Biruinţa Gherăesti[3]

## Títulos de campeones otorgados
Hasta la fecha, se han otorgado 55 títulos de campeón nacional:
- Avantul Vorona - 24
- Dinamo București (Straja) – 10
- C.P.B (Coresi) – 6
- Siretul Bacău – 5
- Știința (Univ.) București – 4
- Frontiera Tomis Constanța – 4
- Recolta Avântul Curcani – 1
- Victoria Dej – 1

## Competiciones en Rumanía
Todas las competiciones están organizadas por la máxima autoridad deportiva, la Federación Rumana de Oină ("Federaţia Română de Oină" – FRO).
Las competiciones principales son:
- Campionatul National
- Cupa Romaniei
- Supercupa Romaniei
- Campionatul National Junior

Otras competiciones en 2010 son:
- Cupa Dragu
- Cupa Gherăiești
- Campionatul National (junior) Antena Satelor
- Cupa Federatiei
- Cupa Poliţiei de Frontieră
- Cupa Monteoru
- Cupa Cleopatra (oină playa)
- Cupa Zarandului
- Cupa Tătaru
- Cupa Satului
- Cupa Antena Satelor
- otras competiciones junior y oină indoor

Se organizan varios eventos internacionales:
- Cupa Cronos (junior)
- Festival Internacional de Deportes Relacionados con el Oină
- Torneo Oină-Lapta

## Internacionalización del Oină
El oină y variantes del deporte se juegan en países vecinos donde hay o ha habido presencia étnica o cultural rumana. Como parte de su programa para volver a dar a conocer el oină, la FRO ha iniciado el proceso de creación de una Federación Internacional. Para poder formar una Federación Internacional, deben existir por lo menos tres federaciones nacionales. En la actualidad existen únicamente dos: la rumana y la moldava. La FRO ha iniciado conversaciones para fundar clubes y federaciones de oină en países cercanos como Bulgaria y Serbia, y en Suecia. También se trabaja en la celebración de partidos de demostración.